# Hole (Norvegia)
Hole este o comună din provincia Buskerud, Norvegia.
Are o suprafață de 192,68 km². Populația este de 6.888 locuitori, determinată în 1 ianuarie 2023, prin Folkeregisteret[*].